# RUS Beloeil
RUS Beloeil is een Belgische voetbalclub uit Belœil. De club is aangesloten bij de KBVB met stamnummer 4395 en heeft geel-rood als kleuren. De eerste ploeg speelde in heel zijn bestaan slechts enkele seizoenen in de nationale reeksen. De club had vroeger een dameselftal, Femina Beloeil, dat in nationale reeksen speelde.

## Geschiedenis
De club werd in Quevaucamps opgericht in 1945 en sloot zich als SC Quevaucamps aan bij de Belgische Voetbalbond. De club speelde verschillende decennia in de provinciale reeksen, vooral in Tweede Provinciale.
Na reekswinst in 1950, promoveerde Quevaucamps voor het eerst naar de hoogste provinciale reeks. Het verblijf duurde er echter maar één seizoen. De volgende jaren bleef men in Tweede Provinciale spelen. In 1971 zakte men naar Derde Provinciale, maar na een jaar kon men de terugkeer naar Tweede reeds afdwingen. Hetzelfde scenario herhaalde zich tien jaar later.
In 1998 dwong men opnieuw een promotie af naar Eerst Provinciale, waar men zich ditmaal twee jaar kon handhaven, alvorens opnieuw naar Tweede te zakken. De volgende twee seizoenen haalde men telkens weer eindronde, maar Quevaucamps slaagde er niet in nog eens te promoveren.
In Derde Provinciale speelde in die tijd FC Baseclois, een club uit het nabijgelegen Basècles, eveneens een deelgemeente van Belœil. Baseclois was bij de KBVB aangesloten met stamnummer 7450. Vooral de damesploeg van deze club kende succes, en speelde al enkele jaren in de nationale Tweede Klasse van het damesvoetbal. In 2002 fusioneerden beide clubs. De fusieclub werd Royale Union Sportive Beloeil (RUS Beloeil) en speelde verder met stamnummer 4395. De clubkleuren werden rood, afkomstig van Quevaucamps, en geel, afkomstig van Basècles. Men nam net deze twee kleuren over van de oude clubs, omdat het ook de kleuren van de stad Belœil zijn. Stamnummer 7450 werd definitief geschrapt.
Na de verloren eindronde van Quevaucamps in 2002, kwam in juni het bericht dat eersteprovincialer RRC Estaimpuis het komende seizoen forfait gaf met zijn eerste ploeg. De KBVB liet een extra club promoveren, en zo kon men toch nog stijgen naar Eerste Provinciale, ondertussen als RUS Beloeil. De damesploeg speelde verder op de plaats van Basècles, in Tweede Klasse, al degradeerde deze wel op het eind van het seizoen.
In 2004 eindigde de herenploeg tweede in Eerste Provinciale en haalde een periodetitel binnen, wat een plaats in de eindronde opleverde. Daar kende men echter geen succes. Ook in 2005 haalde men opnieuw de eindronde. Men ging er ditmaal door naar de interprovinciale eindronde, waar men echter werd uitgeschakeld.
In 2008 haalde men nog eens de eindronde, waar men weer doorstootte naar de interprovinciale eindronde. RUS Beloeil versloeg er KFC Weywertz en ES Vaux, en promoveerde zo voor het eerst in zijn bestaan naar de nationale Vierde Klasse. Daar kon men zich aanvankelijk handhaven, maar in 2010 eindigde men voorlaatste en na twee jaar zakte de club weer naar de provinciale reeksen.
In 2022/23 werd Beloeil kampioen in Eerste provinciale en steeg na 15 jaar opnieuw naar de nationale reeksen.

In het seizoen 2024/25 kwam de ploeg uit in de Derde Afdeling ACFF, maar liet de club vrij snel weten na het seizoen vrijwillig te willen afdalen naar Eerste provinciale. De spelers waren hier niet mee akkoord en weigerden nog te spelen. Nadat RUS Beloeil voor de derde maal op rij forfait gaf, werd de club op 16 december 2024 uit competitie gezet. Alle resultaten werden geschrapt.

## Resultaten
| 2015/16 |  |  |  |  |    | 9  |  |  |  | Eerste Prov. Henegouwen   | 42 |                                              |
| 2016/17 |  |  |  |  |    | 10 |  |  |  | Eerste Prov. Henegouwen   | 34 |                                              |
| 2017/18 |  |  |  |  |    | 10 |  |  |  | Eerste Prov. Henegouwen   | 41 |                                              |
| 2018/19 |  |  |  |  |    | 10 |  |  |  | Eerste Prov. Henegouwen   | 34 |                                              |
| 2019/20 |  |  |  |  |    | 8  |  |  |  | Eerste Prov. Henegouwen   | 23 |                                              |
| 2020/21 |  |  |  |  |    | -  |  |  |  | Eerste Prov. Henegouwen   | -  | Competitie geschrapt vanwege COVID-19-virus. |
| 2021/22 |  |  |  |  |    | 3  |  |  |  | Eerste Prov. Henegouwen   | 56 |                                              |
| 2022/23 |  |  |  |  |    | 1  |  |  |  | Eerste Prov. Henegouwen   | 79 |                                              |
| 2023/24 |  |  |  |  | 13 |    |  |  |  | Derde Afdeling ACFF A     | 35 |                                              |
| 2024/25 |  |  |  |  | 16 |    |  |  |  | Derde Afdeling ACFF A     | 0  | Uit de competitie gezet                      |
| 2025/26 |  |  |  |  |    |    |  |  |  | Tweede Prov. Henegouwen A |    |                                              |

## Damesploeg
In 2012 bereikte het eerste dameselftal de Eerste Klasse van het damesvoetbal. Men vond echter dat de damesploeg aan zijn maximum zat bij RUS Beloeil en vond een oplossing bij RAEC Mons. De damesafdeling verliet Belœil en werd overgeheveld naar RAEC Mons.